# Орлов Яків Іванович
Яків Іванович Орлов (нар. 17 травня 1923 — пом. 1981) — український радянський композитор, диригент, педагог, народний артист УРСР.
Народився в Тернуватці Дніпропетровської області. У 1954 р. закінчив Київську консерваторію ім. Чайковського (клас диригування М. Вериківського). Учасник Другої світової війни.У 1955–1967 рр. керував армійським ансамблем, у 1956–1966 рр. очолював оркестрову групу Державного українського народного хору. 1967—69 знову диригував військовий оркестр. У 1969–1981 рр. — художній керівник і головний диригент оркестру українських народних інструментів МХТ УРСР. У 1980–1981 рр. викладав у Київському педагогічному інституті імені М. О. Горького. Я. Орлов є автором оригінальних творів та обробок народного епосу для українського оркестру народних інструментів та народно-інструментальних ансамблів. 
Помер  трагічно влітку 1981 року у місті Київ.